# 地缘政治本体论
这里所描述的地缘政治本体论已经由联合国粮食及农业组织（FAO）开发。地缘政治本体论的主要目的是为粮农组织国别概况和制图信息系统(FCPMIS)提供标准参照，并向用户提供最有效、最新的地缘政治信息。地缘政治本体论提供新的机制，以描述、管理和交流地缘政治信息。它提供更新到本年度的有效地缘政治信息。它涵盖所有领地和小组的粮农组织语言（阿拉伯语、中文、法语、英语、西班牙语和俄语），以及现有最重要的编码系统的制图：ISO2, ISO3, AGROVOC, FAOSTAT, FAOTERM, GAUL, UN, 和 UNDP编码。除此之外，本体论跟踪从1985年至今的历史变迁；提供地理位置（地理坐标）；描述国家与国家之间，或者国家与小组之间的关系，包括属性比如接壤、前身、后继、归属管辖，以及归属小组。

## 背景
在地缘政治信息领域工作的人们，通常需要以快速而有效的方式找到最新的地缘政治信息。然而，在现实世界中，研究人员常常需要花费相当大量的时间，通过网页和文件搜索，以便找到所需要的信息。同时，在审查所获得的数据是否过时或者错误时，也耗费不少时间。最后，当用户需要将这些地缘政治信息应用在他们自己的系统中或者与其他专家分享时，他们常常需要进行手动操作或者修改，以将数据加工成适应的格式，使他们的系统能便捷的分享/交流。新的地缘政治本体论可以提供改善这些过程的一种方法。

## 定义和实例
本体论是一种字典，在基于用XML-标准语言 ( OWL- 万维网本体论语言)写成的一定域名内，利用概念和关系正式描述信息。XML-标准语言不仅仅人类可以理解，机器也能读。
- 概念的定义是抽象的知识，比如，自治领地，或者一个地缘政治小组。在本体论中，概念明确地有个体和类别执行。 
  - 个体的定义是一个从真实世界观察到的物体，比如“埃塞俄比亚”，以及地缘政治域名中的“最不发达国家”。
  - 类别的定义是拥有共同属性的一组个体。比如，如图1所示，埃塞俄比亚，是真实世界的物体，被定义为一个个体。个体的共同属性（埃塞俄比亚、韩国和意大利等等）被记录一个称为“自治”的类别。所以，在图1中，左边的粉红色圆圈描述“自治”类别，“埃塞俄比亚”是“自治”类别所包涵的一个个体。右边绿色圆圈代表类别* ·概念之间的关系明确由以下执行:
  - 两个类别比如“具有成员”以及“属于小组”个体之间物体属性，如图1所示
  - 类别个体之间的数据类型属性，以及文字和XML数据类型比如“有效直到2008年”
  - 类别和/或者属性限制，比如“一个自治具有一个正式的英文名称”

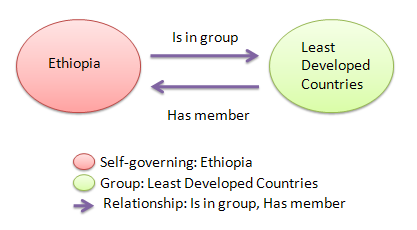
图1. 地缘政治本体论中概念和关系的例子

在本体论中正式描述信息的优势是，通过确定类别等级结构、加入个体、设定物体的属性、数据类型属性，并采用限制，它能够获得本体论域名知识。利用基于XML语言的优势在于，它提供了与其它系统进行交流的途经，而无需特殊的努力，比如数据修订或者转换。利用机器加工的可能性支持从一定信息中对信息的推论。地缘政治本体论是一个地缘政治信息特殊的域名本体论，从本体论继承过了这些特点。

## 目的
地缘政治本体论的主要目的是：
- 向用户提供最新和有效的地缘政治信息
- 支持和跟踪地缘政治信息的历史变迁
- 改善管理，促进地缘政治信息标准化的数据分享
- 展示地缘政治本体论的益处，改善集团信息系统间互作性

## 特点
地缘政治本体论包括：
- 地区类型11:
  - 领地：自治、非自治、争端，其它
  - 小组：地理、经济、组织、特别小组
- 阿拉伯语、中文、英语、法语、西班牙语和俄语的名称（官方、缩写和列单名称）
- 国际编码：UN code – M49, ISO-3166 Alpha-2 and Alpha-3, UNDP code, GAUL code, FAOSTAT, AGROVOC and FAOTERM
- 坐标：最高纬度，最低纬度，最大经度，最小经度
- 关系
  - 小组成员
  - 毗邻
  - 历史变迁：前身、后继，从有效2，有效至3

1 如果一个地区（领地或者小组）曾经改变过，但保留了名称，本体论将对过时的名称加以年份后缀来区分两个地区 （比如“粮农组织 2006”），表明该地区开始有效的那一年。
2 数据类型属性的值“从有效”给出了与此相关的地区（领地或者小组）有效的起始年份。地缘政治本体论跟踪直到1985年的历史变迁。所以，如果一个地区的从有效＝1985，这表明该地区自1985年或者更早有效。
3 数据类型属性的值“有效至”给出了与此相关的地区（领地或者小组）的有效的最后一年。如果该地区目前有效，其缺省值设定为9999年。

## Implementation intoOWL
地缘政治本体论用OWL本体论语言实施。它包括类别、属性和个体，以及类别和属性的限制。表1列出了所有类别，给出了简要的描述，列出了一些属于各类别的一些个体。注意，地缘政治本体论目前的版本没有有关“争议”领地的任何信息。表2和表3说明了数据类型属性和物体属性。 